# Juan Antonio García Díez
Pour les articles homonymes, voir Diez.
Juan Antonio García Díez, né le 4 août 1940 à Madrid et mort le 6 mai 1998 à Madrid, est un homme politique espagnol.

## Biographie

### Formation et débuts professionnels
Il est titulaire d'une licence en droit et sciences économiques, obtenue à l'université complutense de Madrid (UCM). En 1966, il passe avec succès le concours du corps des techniciens commerciaux de l'État (TCE). Jusqu'en 1968, il est parallèle professeur de théorie économique à l'UCM.

### Haut fonctionnaire
Il est nommé en 1970 attaché commercial d'Espagne en Bolivie et au Pérou. Il est promu l'année qui suit au poste de vice-secrétaire général technique du ministère du Commerce. Relevé de ses fonctions deux ans plus tard, il devient en 1976 secrétaire général de l'entreprise publique Renfe.

### Engagement politique

#### Avec l'UCD
Il participe en 1976 à la fondation du Parti social-démocrate (PSD) aux côtés de Francisco Fernández Ordóñez, Rafael Arias-Salgado ou Luis Gámir. Le PSD s'intègre l'année qui suit dans l'Union du centre démocratique (UCD).
Le 5 juillet 1977, Juan Antonio García Díez est nommé à 36 ans ministre du Commerce et du Tourisme dans le deuxième gouvernement du centriste Adolfo Suárez. Aux élections législatives du 1er mars 1979, il est élu député de Cadix, avant d'être reconduit le 6 avril dans le gouvernement Suárez III.
Il perd son poste au profit de Luis Gámir le 3 mai 1980 mais se trouve rappelé au sein du cabinet dès le 9 septembre suivant, en tant ministre de l'Économie et du Commerce. Il est confirmé le 27 février 1981 par le nouveau président du gouvernement, Leopoldo Calvo-Sotelo.
Il est promu deuxième vice-président du gouvernement, tout en conservant la direction de son ministère, le 2 décembre 1981. Le 30 juillet 1982, il devient vice-président du gouvernement, chargé des Affaires économiques.

#### Après le gouvernement
Il ne se présente pas aux élections législatives anticipées du 28 octobre 1982, quitte l'UCD et se met en retrait de la vie politique. Il prend en 1983 la présidence de l'entreprise Uralita.
Il postule aux élections législatives anticipées du 22 juin 1986 dans la circonscription de Madrid sur la liste du Parti réformateur démocratique (PRD), mais le parti n'obtient aucun élu. Il renonce définitivement à son engagement politique et occupe plusieurs responsabilités dans le secteur privé. Il entre notamment en 1997 au conseil d’administration du groupe pétrolier Repsol.

### Mort
Il meurt le 6 juin 1998 à l'âge de 57 ans à la clinique La Fraternidad de Madrid, des conséquences d'une cirrhose provoquée par une hépatite C contractée après une opération de l'estomac 20 ans auparavant.

## Distinctions
- Grand-croix de l'ordre d'Isabelle la Catholique